# دهگاه (آستارا)
دهگاه (به لاتین: Diqo) یک منطقهٔ مسکونی در جمهوری آذربایجان است که در دهستان شبگاه واقع شده‌است.

## ریشه واژه
دی در زبان تالشی به‌معنی ده و روستا و قو به‌معنی گاه و پسوند مکان است و معنای کامل آن به صورت جایگاه روستا است.